# Kołocz (przystanek kolejowy)
Kołocz (ros. Колочь) – przystanek kolejowy w miejscowości Kołocz, w rejonie możajskim, w obwodzie moskiewskim, w Rosji. Położony jest na linii Moskwa – Mińsk – Brześć.
Dawniej stacja kolejowa. Przebudowana do przystanku w XXI w..